# Lago di Garlate
Il lago di Garlate (Lagh de Garlaa in lombardo) è un lago situato nella provincia di Lecco, in Lombardia. È situato a sud del lago di Como ed è formato dal fiume Adda. Bagna i comuni di Lecco e Vercurago sulla sponda sinistra, di Pescate, Garlate e Olginate sulla sponda destra.

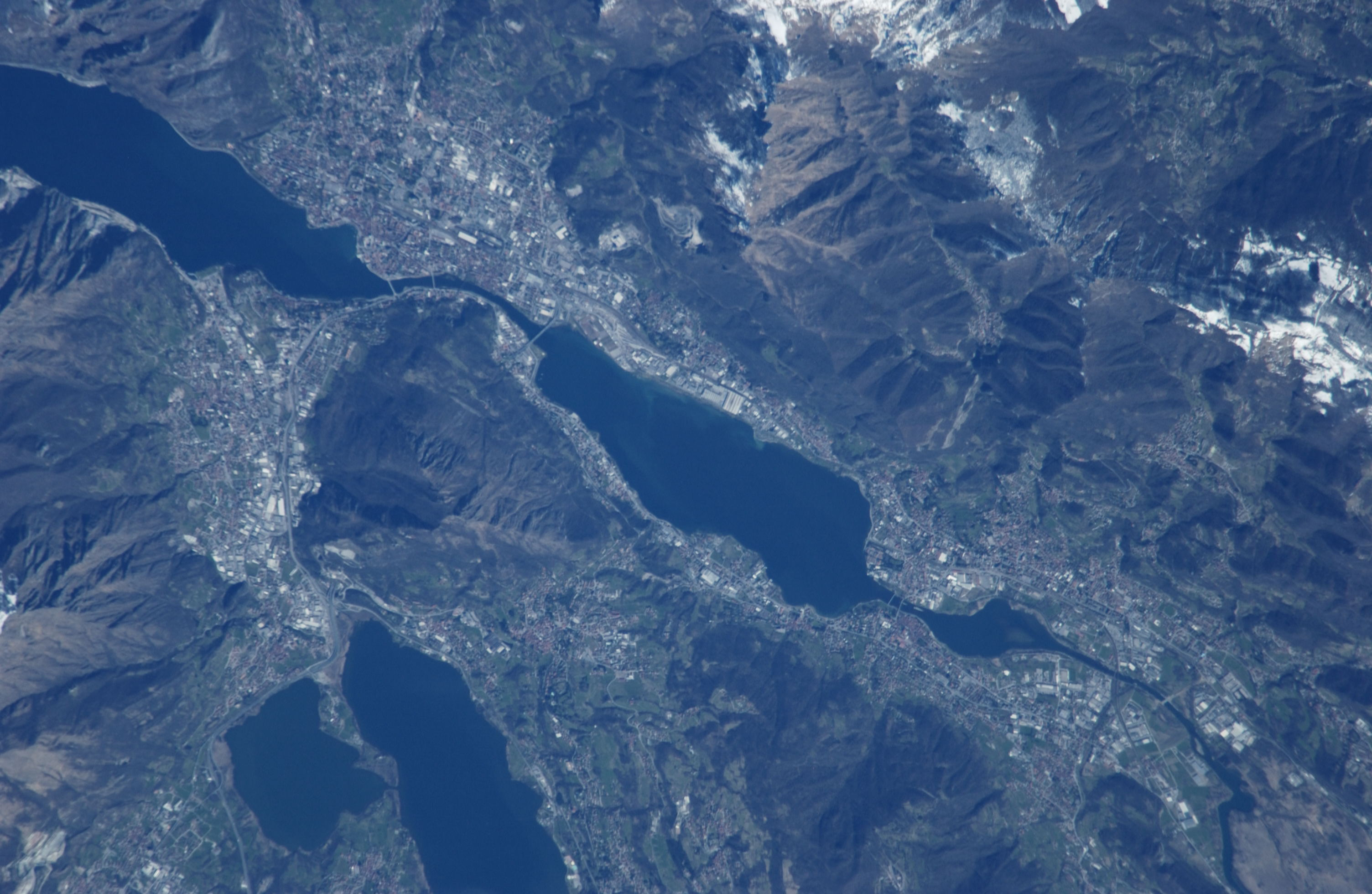
La porzione meridionale del ramo di Lecco (in alto a sinistra), il lago di Garlate (al centro), il lago di Olginate (a destra) e il corso dell'Adda visti da satellite. In basso, il lago di Annone.

Il lago ha una fama legata strettamente ai luoghi manzoniani. Il paese dove Alessandro Manzoni immagina vivessero Renzo e Lucia è collocato sulla sponda sinistra del lago (con qualche incertezza sull'esatta collocazione), l'unico luogo con collocazione sicura è il convento di padre Cristoforo, situato a Pescarenico. Per andare da tali posti a raggiungere la strada per Monza all'epoca era usuale attraversare il lago in barca. E appunto una barca aspettava Lucia alla foce del torrente Bione. L'addio monti sorgenti dalle acque si riferisce dunque al lago di Garlate.

## Collegamenti esterni

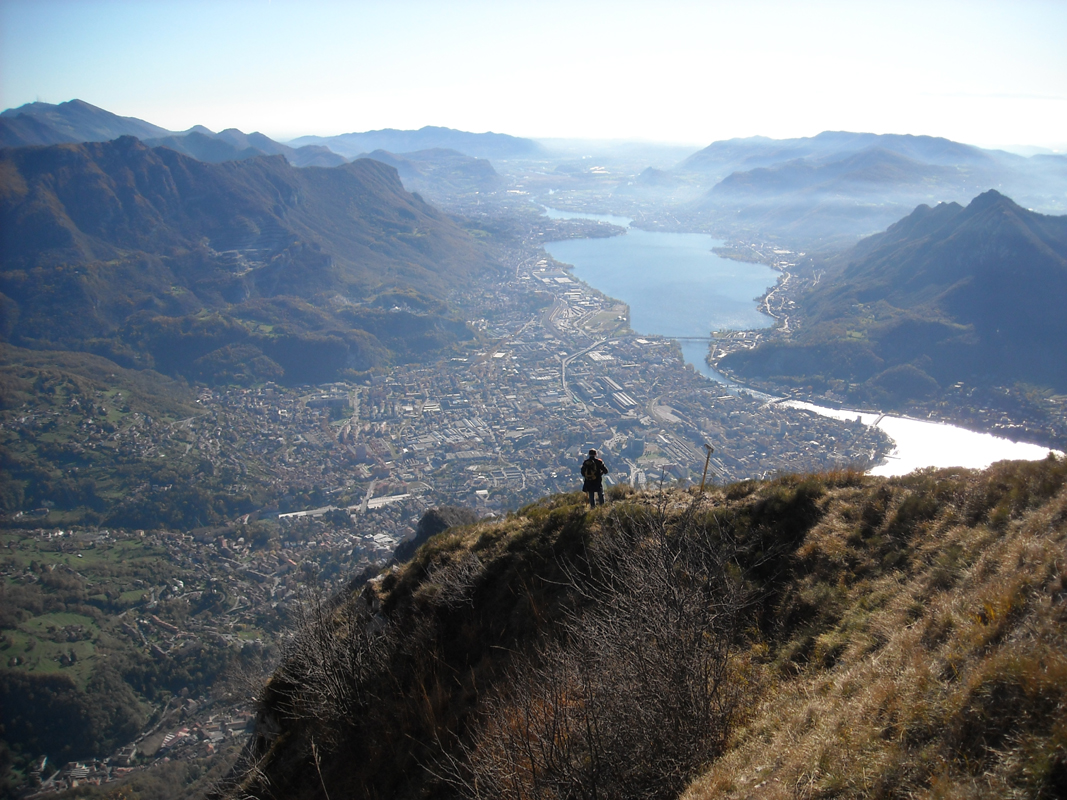
Il lago di Garlate visto dalla vetta del Monte Coltignone